# Lebá

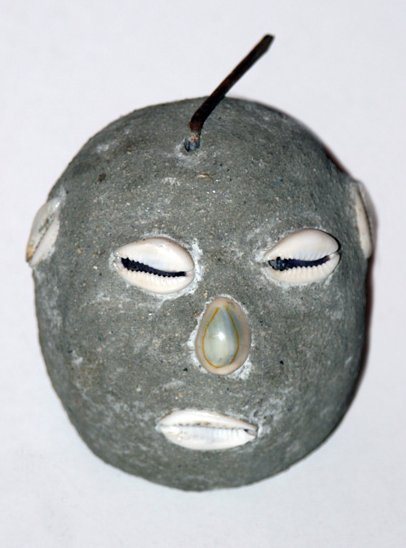
Uma representação de Legbà (Eleguá, no vodu cubano, ou Exu no candomblé).

Lebá (em fon,Legbà), Legbá, Elegbá, Elebá, Légua ou Eleguá (em Cuba) é um vodu precursor do bem e do mal. Na mitologia iorubá e no candomblé, o orixá Exu (Èṣù-Ẹlẹ́gbára) é seu equivalente.
É invocado antes de qualquer cerimônia, para garantir a calma e o bom andamento do ritual. É sempre representado em um montinho de terra e com atributos sexuais exorbitantes. Geralmente instalado na entrada da aldeia, afasta todos os maus espíritos. Entre os fons e os eué, Lebá possui um aspecto eminentemente fálico, e seus iniciados, os lebaces (Legbasi), transportam os sacra de Lebá (assentamento), composto de uma complexa parafernália - na qual predominam cabaças e pequenas esculturas fálicas - para onde quer que forem e vestem uma saieta de ráfia tingida de roxo. Carregam ainda um falo esculpido em madeira (ogo), o qual, nas festas públicas, gostam de esfregar no nariz dos turistas. Lebá pode ser encontrado em todos os templos, pois é ele quem abre o caminho para os demais vodus poderem atuar.
O Lebá, guardião dos templos, das aldeias e casas particulares, montado na forma de um montículo de barro de onde sai um enorme falo ereto, é eminentemente uma entidade coletiva (Abô-Lebá), mas se conhece ainda um Lebá feminino (Assi-Lebá ou Lebaionu) que é montado e cultuado para proteger as mulheres e as crianças da comunidade. Mas, segundo os fons, a mulher de Lebá é Auovi (cujo nome significa "filha do engano" e representa os acidentes), representada por uma estatueta de barro de aspecto feminino, sem cabeça e com os olhos no lugar dos seios, e a boca na altura da vagina. Normalmente é maior do que a representação de Lebá. Minona (representação divinizada dos poder mágico atribuído às mulheres) e Aizã são consideradas ora esposas, ora mães de Lebá.
Embora introduza desordem e confusão no plano divino, Lebá também abre caminho para uma nova ordem, mais dinâmica. Para os fons do Benim, Lebá é um desordeiro, que perturba a harmonia e semeia confusão, mas é reverenciado como um transformador e não visto como um mal.

## No Haiti

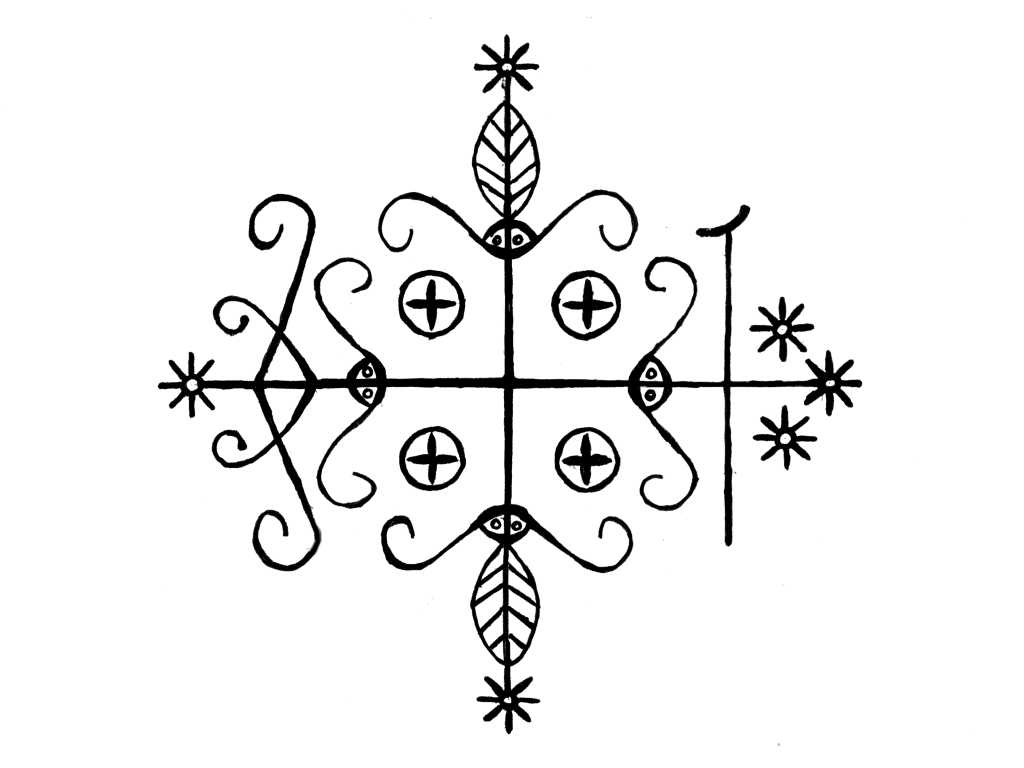
Vevê de Papa Lebá

No vodu haitiano, Papa Lebá é o protetor do mundo espiritual e o mediador entre o homem e os loás, que são os espíritos ou deuses menores. Costuma aparecer como um homem velho, com uma muleta ou uma bengala, vestindo um chapéu de palha de aba larga e fumar um cachimbo, ou aspersão da água. O cachorro é sagrado a ele. Devido à sua posição como guardião do portão entre os mundos da vida e dos mistérios ele é frequentemente identificado como São Pedro, que detém uma posição comparável na tradição Católica. Mas ele também está representado no Haiti, como São Lázaro, ou Santo Antônio o Grande.

## Sincretismos
Exu, Elegbara e Legba são, entre os povos ioruba e fon-ewe situados na África Ocidental, divindades mensageiras, dinâmicas, temidas e respeitadas, que devem ser saudadas em primeiro lugar para não atrair confusão ou vingança. São deuses tricksters que questionam, invertem ou quebram regras e comportamentos. São associados aos processos de fertilidade e, sob a forma de um falo ereto, cultuados em altares públicos localizados na frente das casas, nos mercados e nas encruzilhadas. Quando seu culto foi “descoberto” pelos europeus iniciou-se um processo no qual essas divindades foram associadas ao imaginário do mal, da desordem e da repressão sexual (ao demônio cristão e muçulmano) e, posteriormente ao mundo pré-moderno (primitivo), ao imaginário das forças antagônicas da modernidade, entre as quais estava, sobretudo, o pensamento mágico presente nas religiões que não passaram pelo processo da secularização ou burocratização.

## Na cultura popular
O nome Lebá foi utilizado no filme Encruzilhada (Crossroads), de 1986, como nome do demônio para quem a personagem Willie Brown vende sua alma para se tornar um grande bluesman. O filme faz analogia à lenda que diz que o conhecido bluesman Robert Johnson havia feito o mesmo. Este também aparece no filme.
Também é citado na terceira temporada da série American Horror Story: Coven, de 2013.
Annette invoca Papa Legba em Castlevania: Nocturne.